# Gali Atari
Avigail "Gali" Atari (en hebreo: גלי עטרי‎; Rejovot, Israel; 29 de diciembre de 1953) es una actriz y cantante israelí. Sus padres procedían de Yemen. Ella apareció por primera vez en la escena internacional en 1971 cuando representó a Israel en el World Popular Song Festival en Japón con las canciones "All free" y "Give love away". Atari participó en el concurso nuevamente en 1976, esta vez con la canción "The Same Old Game". En 1979 ganó el Festival de Eurovisión, con el grupo Milk & Honey con la canción Hallelujah.

## Discografía
- Milk & Honey with Gali, 1978
- Take Me Home, 1981
- Riding on the Wind, 1984
- Emtza September, 1986
- One Step More, 1988
- Genesis, 1989
- A collection, 1991
- The Next Day, 1992
- Signs, 1994
- Glida, 1998
- Songs that will Bring you Love, 2001
- Embrace Me, 2003